# Rumfordsuppe
Rumfordsuppe er en suppe opfundet af Benjamin Thompson, greve af Rumford omkring år 1800. Suppen er et af de tidligste forsøg på at fremstille en nærende fødevare på et videnskabeligt grundlag. Thompson var ansat som rådgiver for hertugen af Bayern, og hans suppe blev udleveret til de fattige, soldater og straffefanger.
Suppen er lavet på perlebyg, tørrede ærter, kartofler, grønsager, salt og øl, der langsomt koges op til en tyk konsistens.